# 조각하목
조각류(鳥脚類)는 조각하목에 속하는 공룡의 총칭이다. 영화 <다이노소어>로 친숙한 이구아노돈과 오리주둥이를 가진 공룡들이 속하는 분류군이다. 두 발로 걷기도 하며, 새의 골반과 유사한 형태의 골반을 갖는다.